# Tiridate II de Dasnavork
Pour les articles homonymes, voir Tiridate.
Tiridate ou Dertad II de Dasnavork ou Trdat II Dasnaworec‘i (en arménien Տրդատ Բ Դասնավորեցի ) est catholicos de l'Église apostolique arménienne de 764 à 767.

## Biographie
Dertad, dont le nom correspond à l’ancien nom royal « Tiridate », est originaire de Dasnavork dans la province de Tôroubéran. Il succède à son homonyme Dertad Ier Ot‘msec‘i.
C’est pendant son catholicossat de trois ans, en 766, que l’ostikan Soulaïman ibn-Yazîd (mort en 769) est nommé commandant des armées arabes en Arménie par le calife Al-Mansur.
Derdat II meurt l’année suivante et il a comme successeur Sion de Bavonq.